# Салаев, Гасанага Дарья оглы
Гасанага Дарья оглы Салаев (азерб. Həsənağa Dərya oğlu Salayev; 5 декабря 1921, Баку — 2 октября 1981, Баку) — азербайджанский советский актёр театра и кино, Заслуженный артист Азербайджанской ССР (1959), Народный артист Азербайджанской ССР (1974), участник Великой Отечественной войны. Дядя Народного артиста Азербайджана Эльдениза Зейналова.

## Биография
Гасанага Салаев родился 5 декабря 1921 года в городе Баку в семье служащего Дарья Салаева. Когда Гасанаге было семь лет, отец записал его в Советскую школу № 6, девять классов которой Салаев окончил с высокими оценками в 1937 году. В этом же году он поступил в Бакинский театральный техникум.
Ещё будучи студентом, Салаев в 1938 году был принят в актёрский состав Азербайджанского государственного драматического театра имени М. Азизбекова. 
В 1941 году Гасанага Салаев окончил Бакинский театральный техникум и отправился на фронт Великой Отечественной войны. 
В 1946 году Салаев вернулся в свой родной театр.
Салаев как актёр романтической школы был известен, главным образом, созданием персонажей с сильным характером. За короткое время Гасанага Салаев сыграл интересные роли на сцене театра и новопоставленных спектаклях, создавая характерные образы. Гасанага Салаев был актёром-романтиком по духу с эмоциональной возбудимостью, вокальным диапазоном и безумием страстей, но в то же время умело исполнял лирические, драматические и психологические роли.
Гасанага Салаев отличался безумной страстностью, достойной внешностью, свободным сценическим поведением, величественным телосложением, вниманием к товарищам по спектаклю. Умело регулируя свой гулкий и звенящий голос, Салаев мог одинаково мастерски играть как романтические роли, так и реалистических персонажей, а также драматических персонажей со сложной психологической изюминкой. Он умело связывал образ сыгранных им персонажей с социальными и духовно-нравственными проблемами современной ему эпохи.
Помимо театра актёр снялся также в ряде художественных фильмов, в том числе в телевизионном фильме «Айгюн», дублировал на азербайджанский язык персонажей ряда художественных фильмов. Также Салаев вёл педагогическую деятельность.
10 июня 1959 года Гасанага Салаев за заслуги в области актёрского искусства был удостоен звания Заслуженного артиста Азербайджанской ССР, а в 1974 году — звания Народного артиста Азербайджанской ССР.
В возрасте 54 лет у Гасанаги Салаева внезапно случился паралич. С тех пор актёр больше никогда не появлялся на сцене. Он скончался 2 октября 1981 года в Баку.

## Личная жизнь
- Супруга — Сервет Салаева[5].

## Награды и звания
- Заслуженный артист Азербайджанской ССР (10 июня 1959)[6]
- Народный артист Азербайджанской ССР (1974)[1]

## Работы

### Роли в театре
- Фархад («Фархад и Ширин» С. Вургуна)
- Каджар («Вагиф» С. Вургуна)
- Кейкавус («Сиявуш» Г. Джавида)
- Ибад («Алмас» Дж. Джаббарлы)
- Октай («Октай Эль-оглы» Дж. Джаббарлы)
- Ричард («Ученик дьявола» Б. Шоу)
- Цезарь («Антоний и Клеопатра» У. Шекспира)
- Табера («Звезда Севильи» Лопе де Вега)
- Фархад («Без тебя» Ш. Курбанова)
- доктор («Забытый человек» Н. Хикмета)
- Эмин Бахтияров («Огонь » М. Гусейна)

### Фильмография
| Год  |   | Название               | Роль                       |
| ---- | - | ---------------------- | -------------------------- |
| 1947 | ф | Фатали-хан             | эпизод                     |
| 1954 | ф | Родному народу         | безумец из отряда Кёр-оглы |
| 1955 | ф | Встреча                | Муса                       |
| 1956 | ф | Не та, так эта         | Азим Азимзаде              |
| 1959 | ф | Можно ли его простить? | капитан милиции Гудрат     |
| 1960 | ф | Айгюн                  | Амирхан                    |
| 1966 | ф | Следствие продолжается | майор милиции Рустамов     |

### Озвучивание фильмов
| Год  |   | Название               | Роль            |
| ---- | - | ---------------------- | --------------- |
| 1956 | ф | Чёрные скалы           | русский инженер |
| 1958 | ф | Её большое сердце      | Октай           |
| 1959 | ф | Можно ли его простить? | Тарлан          |
| 1960 | ф | Утро                   | Байрам          |